# Maria Celeste
Maria Celeste (nascida Virginia Galilei; Pádua, 16 de agosto de 1600 – Arcetri, 2 de abril de 1634) foi uma freira italiana. Filha do cientista Galileu Galilei e de Marina Gamba.

## Biografia
Virginia era a mais velha de três irmãos, com uma irmã Livia e um irmão Vincenzo Gamba. Todos os três nasceram fora do casamento, e as duas filhas foram consideradas indignas de casamento. Preocupado com problemas monetários, Galileu os colocou no convento de San Matteo logo após o décimo terceiro aniversário de Virgínia. Quando ela vestiu o véu de freira, em 1616, Virginia escolheu seu nome religioso como Maria Celeste, em homenagem à Virgem Maria e ao amor de seu pai pela astronomia.
Do claustro, Maria Celeste foi uma fonte de apoio não apenas para as irmãs da Ordem das Clarissas, mas também para seu pai. Maria Celeste serviu como farmacêutica de San Matteo (ela própria era de saúde frágil). Ela enviou a seu pai tratamentos com ervas para as várias doenças dele, enquanto cuidava das finanças do convento e, às vezes, encenava peças de teatro dentro das paredes do convento.
Maria Celeste frequentemente pedia ajuda a seu pai e mantinha o convento à tona por sua influência. Galileu ajudou a consertar as janelas e certificou-se de que o relógio do convento estava em ordem. Maria Celeste foi uma mediadora entre o pai e seu irmão.
A Inquisição julgou Galileu por ser veementemente suspeito de heresia em 1633. Ele foi forçado a retratar sua opinião sobre o heliocentrismo e foi condenado a prisão domiciliar pelo resto da vida. Logo depois que Galileu retornou a Arcetri em desgraça, Maria Celeste contraiu disenteria; ela morreu em 2 de abril de 1634, com 33 anos de idade.
Galileu descreveu Maria Celeste como "uma mulher de mente requintada, bondade singular e mais carinhosamente apegada a mim".

## Obras
Após a morte de Galileu, 124 cartas de Maria Celeste, escritas entre 1623 e 1633, foram descobertas em seus documentos. As respostas de Galileu foram perdidas. As cartas de Maria Celeste foram publicadas:
- (em italiano) Virginia Galilei, Lettere al padre on Wikisource[8]
- (em inglês) Galilei, Maria Celeste, and Sobel, Dava. Letters to father: suor Maria Celeste to Galileo, 1623-1633. New York: Walker & Co., 2001 Also online

## Legado
- Maria Celeste aparece como personagem na peça de teatro A Vida de Galileu, por Bertolt Brecht e Margarete Steffin.
- A União Astronômica Internacional nomeou a cratera de impacto Maria Celeste no planeta Vênus em sua homenagem.[9]